# Michigan Avenue (Chicago)
Pour les articles homonymes, voir Michigan Avenue.
Michigan Avenue est l'une des principales artères orientée nord-sud de la ville de Chicago aux États-Unis. D'une longueur d'environ 20 kilomètres, il s'agit de l'une des avenues les plus prestigieuses et touristiques de Chicago.

## Situation et accès
Sur son tracé, se trouve, entre autres, la Chicago Water Tower, l'Art Institute of Chicago et le Millennium Park. Elle est l'une des rues les plus connues et touristiques de Chicago. Michigan Avenue est également la principale rue commerçante des quartiers de New Eastside et Streeterville. Elle inclut aussi l'Historic Michigan Boulevard District, la Tribune Tower, la Pumping Station, le Fine Arts Building, le Chicago Cultural Center, le Musée de la photographie contemporaine, le Wrigley Building, et le pont de Michigan Avenue.

### Transports

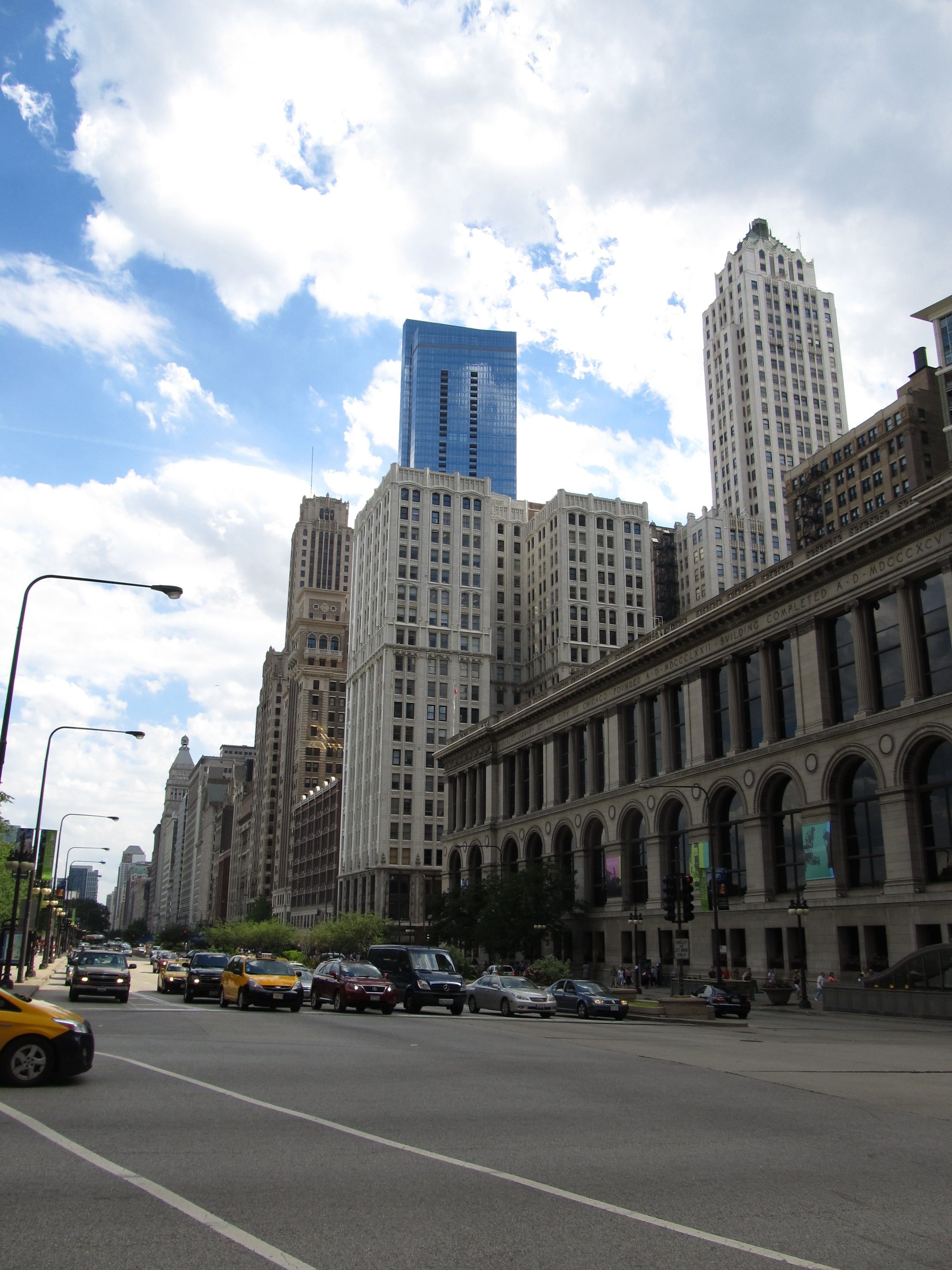
Michigan Avenue depuis Grant Park.

Les stations de métro Grand et Chicago sur la ligne rouge desservent le Magnificent Mile. La station Washington est proche de l'Institut d'art, de même que les stations de l'Union Loop sur les lignes brune, rose et bleue. Les gares de Millennium Station et Van Buren Street sont situées le long de Michigan Avenue et sont desservies par les trains de banlieue Metra et lignes de la rive Sud. L'avenue est également traversée par une multitude de lignes de bus urbains de la Chicago Transit Authority (CTA).

## Historique

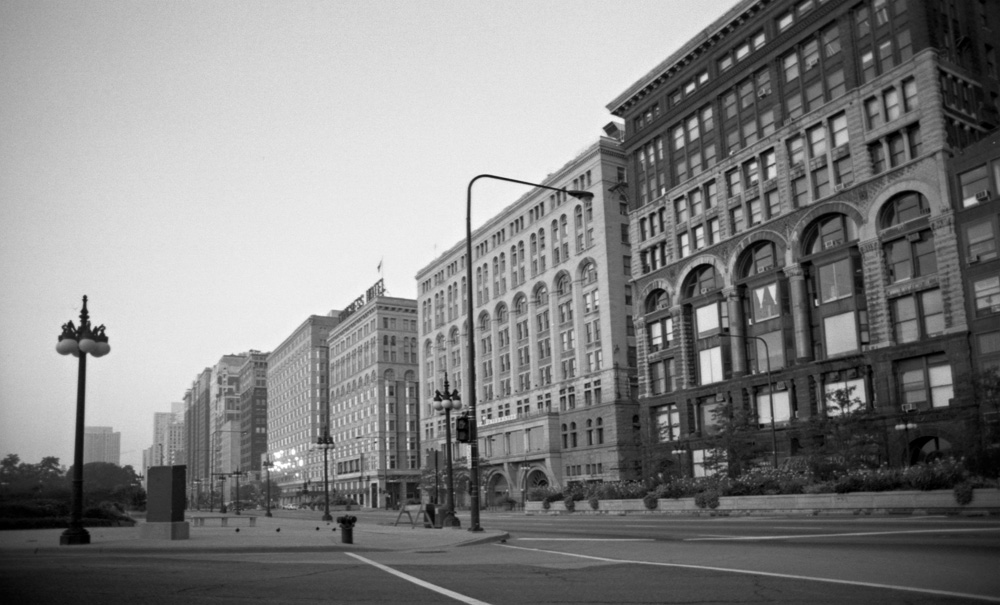
Sud de Michigan Avenue depuis le Congress Plaza.

La partie la plus ancienne de Michigan Avenue borde actuellement Grant Park dans le secteur du Loop (Downtown Chicago). Le nom vient du lac Michigan, qui jusqu'en 1871 était situé immédiatement à l'est de Michigan Avenue. À cette époque, l'avenue passait au nord de la rivière Chicago et le sud de la ville.
À l'origine, Michigan Avenue était principalement résidentiel et dans les années 1860 de grandes maisons bourgeoises dominaient le quartier. Durant le Grand incendie de 1871, tous les bâtiments sur Michigan Avenue et Congress Street au nord de la rivière ont été réduits en cendres. Immédiatement après l'incendie, le caractère de Michigan Avenue est resté résidentiel, mais la rue n'était plus directement sur les rives du lac Michigan. Après l'incendie, le quartier fut totalement nettoyé et les restes brûlés des maisons et les ruines des bâtiments ont été utilisés pour construire des quais à l'intérieur du port de Chicago, en commençant par les décharges. Dans les années 1920, les autorités municipales ont déplacé la rive du lac sur plus d'un quart de mile à l'est de la rive d'origine, créant un espace pour une expansion de Grant Park.
Au début des années 1880, l'expansion du quartier central des affaires a peu à peu remplacé les maisons sur Michigan Avenue, de sorte qu'aujourd'hui le caractère de l'avenue est essentiellement commerciale au Nord de la 35e Rue.
La première vitrine de la ville sur Michigan Avenue a été la construction de l'Exposition, qui a été conçue en 1874 sur le site actuel de l'Art Institute of Chicago. Dans les années 1890, d'imposants bâtiments ont été construits sur le côté ouest de Michigan Avenue (dans la partie se trouvant en centre-ville), comprenant notamment l'Auditorium Building, le Fine Arts Building, la Harold Washington Library qui est la branche principale des bibliothèques publiques de Chicago et le Chicago Cultural Center. Étant donné que le côté est de Michigan Avenue (dans la partie se trouvant en centre-ville) a été développé en un vaste parc, le mur de bâtiments bordant le côté ouest de l'avenue est devenu le noyau d'horizon de la ville.
En 1924, les premiers feux de signalisation ont été installés sur Michigan Avenue, après que John D. Hertz ait fait don de 34 000 $ pour l'achat, l'installation et la maintenance.

### North Michigan Avenue et le Magnificent Mile

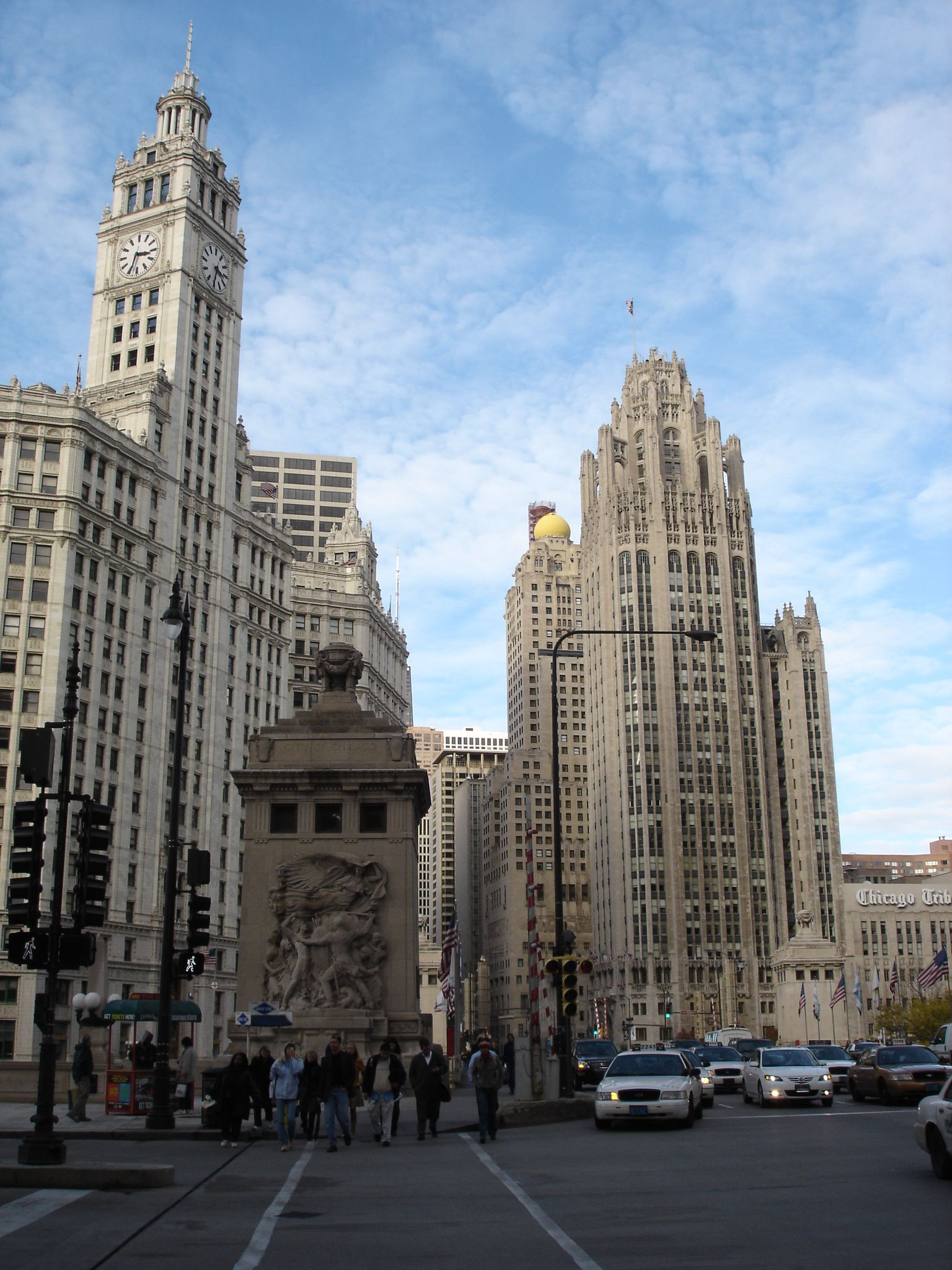
Partie sud du Magnificent Mile.

À l'origine, Michigan Avenue se terminait à hauteur de la rivière Chicago, et ce qui est aujourd'hui Michigan Avenue au nord de la rivière été initialement nommé Pine Street, car la rue était bordée de pins. Dès 1891, des plans de restructuration et d'agrandissements ont été proposés pour étendre Michigan Avenue au nord à travers la rivière.
Un plan de tunnel était prévu au départ pour relier Michigan Avenue au sud de la rivière à Pine Street, et en 1903 un éditorial paru dans le Chicago Tribune a proposé un nouveau pont à bascule sur le fleuve à l'avenue Michigan,.
Cette hypothèse faisait partie du plan de restructuration de 1909 de l'architecte–urbaniste Daniel Burnham, et en 1911 un plan a été choisi pour l'élargissement de Michigan Avenue et Randolph Street à la rivière Chicago, remplaçant le pont de Rush Street par un nouveau pont sur Michigan Avenue et par la construction d'un boulevard à deux étages le long de Pine Street, qui devait être aussi grand que celui de Ohio Street. Lorsque le pont de Michigan Avenue a été achevé, Pine Street a été rebaptisée Michigan Avenue. À son extrémité nord, elle se fond dans Lake Shore Drive près de l'hôtel Drake.
Aujourd'hui, la partie située au nord de la rivière Chicago est considérée comme étant le Magnificent Mile, ou parfois simplement le « Mag Mile ». Il contient une grande diversité de grands magasins haut de gamme, des restaurants, des détaillants haut de gamme, des immeubles de bureaux et hôtels chics, et s'adresse principalement aux riches et aux touristes. Le secteur a également une forte concentration d'entreprises de la ville, ainsi que des grands médias et agences de publicité, y compris le Chicago Tribune.

### Michigan Avenue et la rivière Chicago
Au niveau du quartier historique de Michigan–Wacker Historic District, sur quelques blocs des deux côtés de la rivière Chicago, Michigan Avenue est à deux niveaux, y compris le pont qui enjambe la rivière, avec de grands édifices à bureaux et des hôtels bordant les deux côtés de l'avenue. La portion de Michigan Avenue qui jouxte Grant Park traverse le quartier historique de l'Historic Michigan Boulevard District. De grandes institutions culturelles, telles que le Chicago Cultural Center, le Symphony Center, le Fine Arts Building, et l'Auditorium Building se trouvent à cet endroit. L'Art Institute of Chicago est situé le long de l'avenue du côté de Grant Park. Plusieurs grands hôtels historiques sont situés juste au sud de Congress Parkway, y compris le Hilton Chicago (anciennement Stevens Hotel), le Congress Plaza Hotel et le Blackstone Hotel.
Michigan Avenue s'étend vers le sud à travers le secteur de Near South Side et au-delà passé ce qui était autrefois le district de Levee. Les maisons gracieuses du district de Prairie Avenue, l'église presbytérienne historique, la légendaire maison de disque Chess Records (située au 2120 South Michigan), qui comprenait à l'époque de nombreux artistes aujourd'hui reconnus dans le monde de la musique, et le Lexington Hotel, l'un des repaires favoris d'Al Capone s'y trouvaient autrefois. L'un des points d'intérêt majeur dans ce secteur est l'ancien siège du Chicago Defender, un quotidien destiné à la communauté noire (2401 South Michigan). Un peu plus loin au sud, se trouve le quartier afro-américain de Bronzeville. D'autres points d'intérêts comprennent l'Hôpital Mercy Medical Center, le Collège d'optométrie de l'Illinois et le South Side Community Center Art..

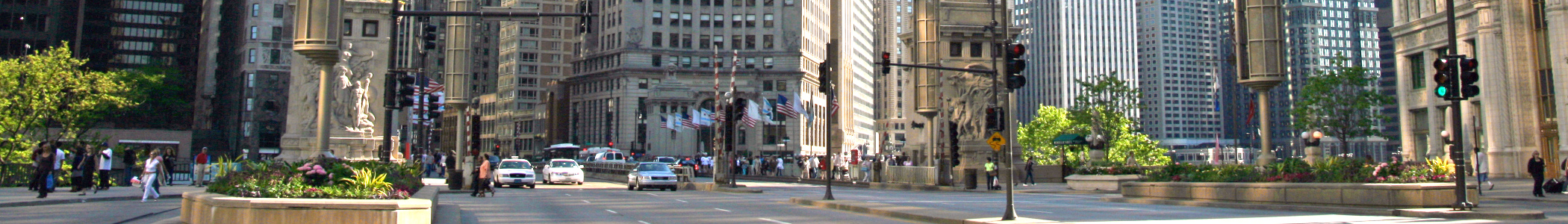
Panoramique du Magnificent Mile avec le pont de Michigan Avenue (au centre) qui enjambe la rivière Chicago.